# Буль (лунный кратер)
Кратер Буль (лат. Boole) — древний крупный ударный кратер, находящийся в северо-западной части видимой стороны Луны. Название присвоено в честь английского математика и логика Джорджа Буля (1815—1864) и утверждено Международным астрономическим союзом в 1964 г. Образование кратера относится к донектарскому периоду. 

## Описание кратера

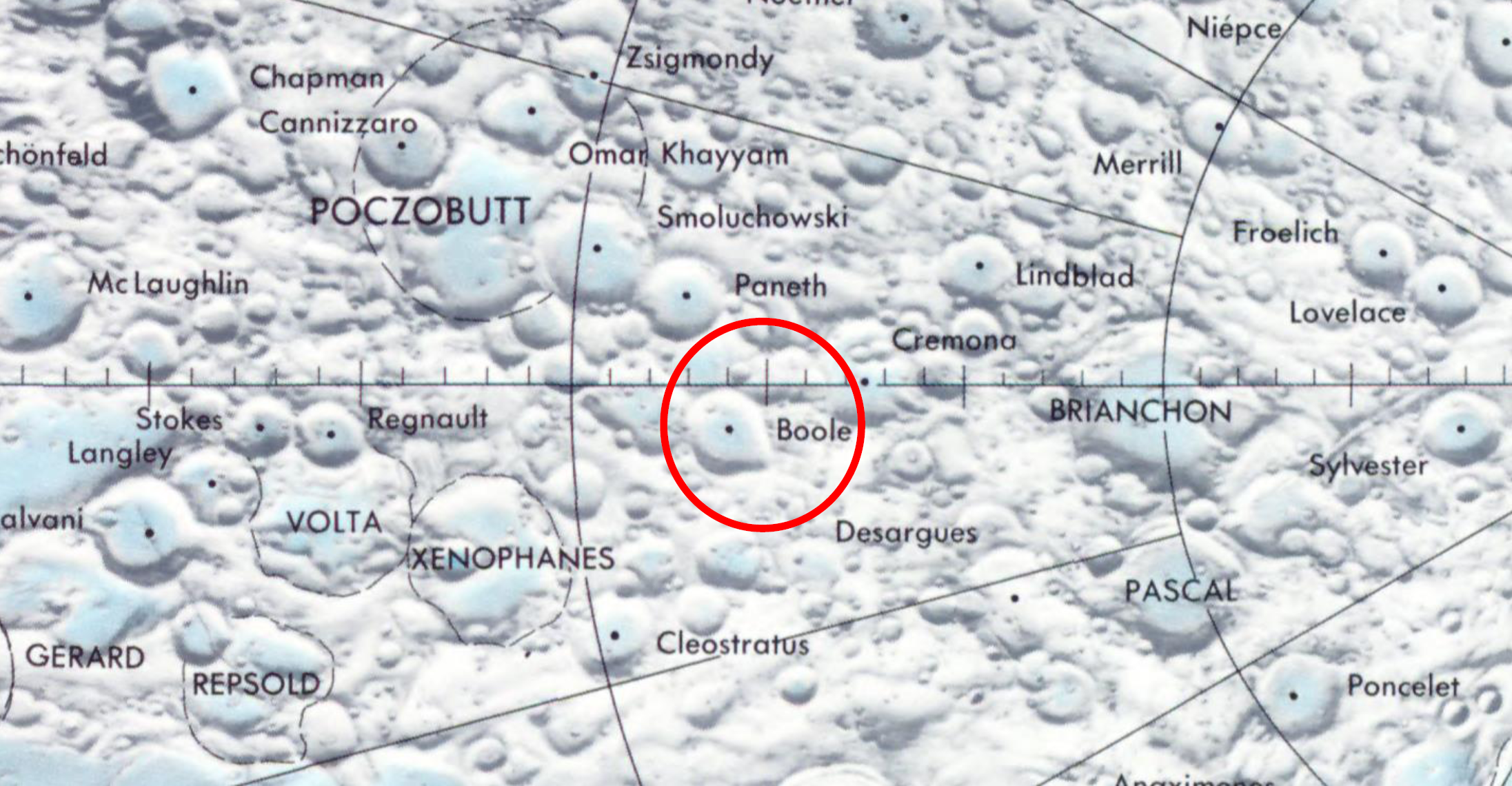
Окрестности кратера Буль. Фрагмент карты LPC1 (север справа)

Ближайшими соседями кратера являются кратер Кремона на севере; кратер Жерар на юго-востоке; кратер Ксенофан на юге-юго-востоке; кратер Смолуховский на юго-западе и кратер Панет на западе-юго-западе. Селенографические координаты центра кратера: 63°47′ с. ш. 87°17′ з. д. / 63,79° с. ш. 87,29° з. д., диаметр 61,3 км, глубина 2,4 км. 
Кратер имеет почти правильную циркулярную форму, широкий внутренний склон. Южную часть вала частично перекрывает сателлитный кратер Буль E (см. ниже), образуя седловидную долину между двумя кратерами. Высота вала над окружающей местностью — 1230 м, объём кратера составляет приблизительно 3400 км³. Дно чаши кратера плоское, отмечено лишь несколькими мелкими кратерами. Местность у западной окраины кратера испещрена множеством небольших кратеров, образующих цепочку, тянущуюся к северу по направлению к кратеру Брианшон.
Вследствие своего расположения у северо-западного лимба видимой стороны Луны кратер при наблюдениях имеет сильно вытянутую искаженную форму.

## Сателлитные кратеры
| Буль | Координаты                                            | Диаметр, км |
| ---- | ----------------------------------------------------- | ----------- |
| A    | 63°25′ с. ш. 80°34′ з. д. / 63,42° с. ш. 80,57° з. д. | 55,9        |
| B    | 63°36′ с. ш. 77°42′ з. д. / 63,6° с. ш. 77,7° з. д.   | 9,0         |
| C    | 65°22′ с. ш. 82°28′ з. д. / 65,37° с. ш. 82,47° з. д. | 17,5        |
| D    | 64°01′ с. ш. 83°23′ з. д. / 64,01° с. ш. 83,38° з. д. | 10,8        |
| E    | 62°50′ с. ш. 84°40′ з. д. / 62,84° с. ш. 84,66° з. д. | 15,9        |
| F    | 64°06′ с. ш. 79°25′ з. д. / 64,1° с. ш. 79,41° з. д.  | 33,3        |
| G    | 65°16′ с. ш. 90°41′ з. д. / 65,27° с. ш. 90,68° з. д. | 40,5        |
| H    | 61°44′ с. ш. 88°50′ з. д. / 61,73° с. ш. 88,83° з. д. | 82,4        |
| R    | 64°23′ с. ш. 78°15′ з. д. / 64,39° с. ш. 78,25° з. д. | 13,6        |

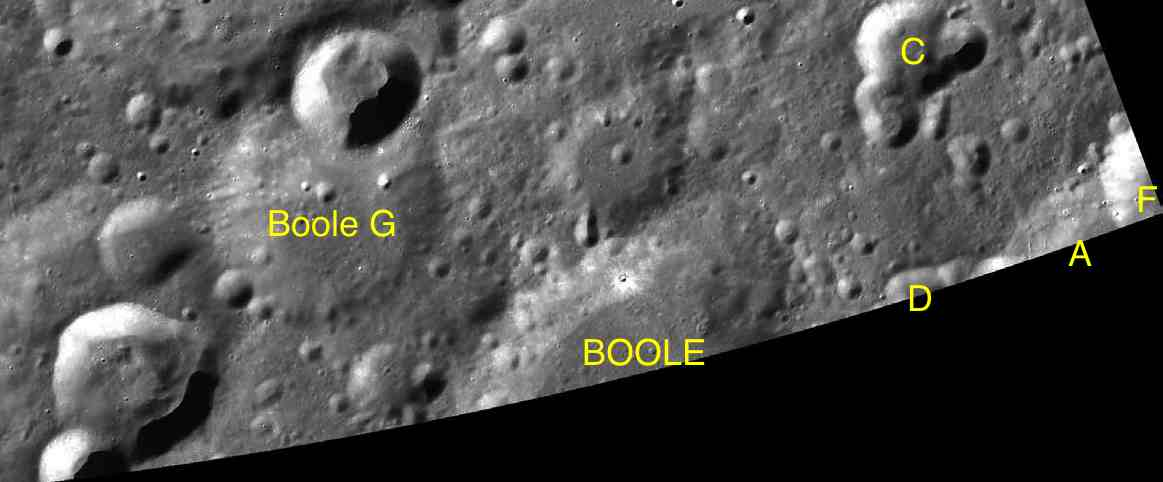
Фрагмент карты LAC-9

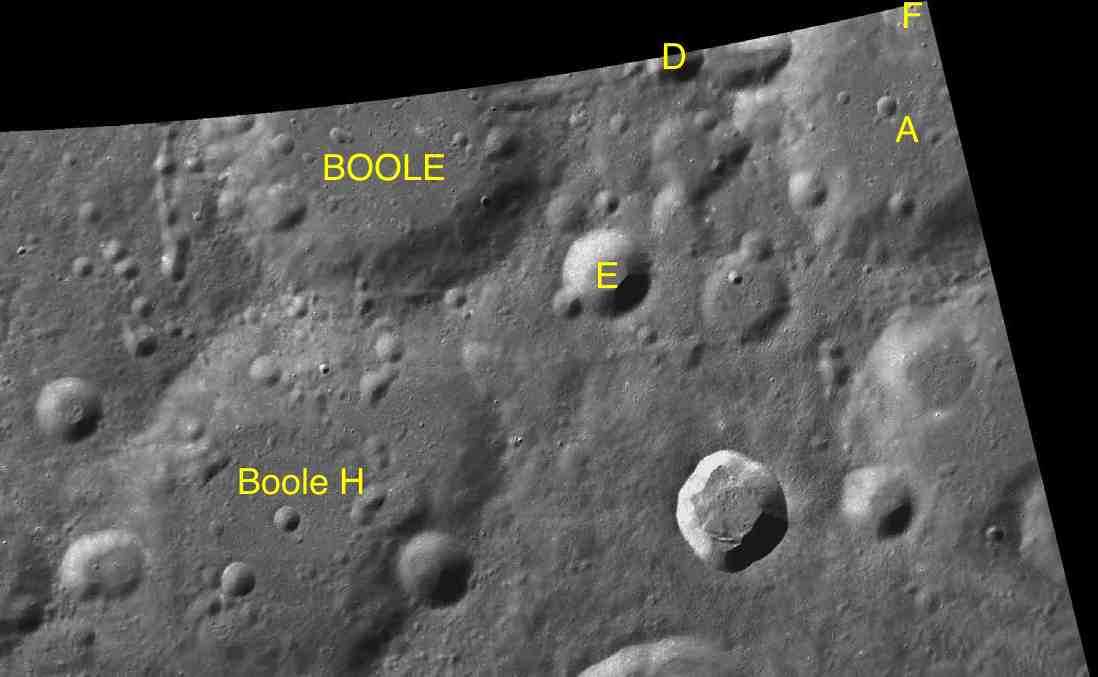
Фрагмент карты LAC-21

- Образование сателлитного кратера Буль H относится к донектарскому периоду[1].